# Kąkolewo (gromada w powiecie nowotomyskim)
Kąkolewo – dawna gromada, czyli najmniejsza jednostka podziału terytorialnego Polskiej Rzeczypospolitej Ludowej w latach 1954–1972.
Gromady, z gromadzkimi radami narodowymi (GRN) jako organami władzy najniższego stopnia na wsi, funkcjonowały od reformy reorganizującej administrację wiejską przeprowadzonej jesienią 1954 do momentu ich zniesienia z dniem 1 stycznia 1973, tym samym wypierając organizację gminną w latach 1954–1972.
Gromadę Kąkolewo z siedzibą GRN w Kąkolewie utworzono – jako jedną z 8759 gromad na obszarze Polski – w powiecie nowotomyskim w woj. poznańskim, na mocy uchwały nr 30/54 WRN w Poznaniu z dnia 5 października 1954. W skład jednostki weszły obszary dotychczasowych gromad Albertowsko, Kąkolewo, Rojewo i Sworzyce ze zniesionej gminy Grodzisk Wlkp. w tymże powiecie. Dla gromady ustalono 12 członków gromadzkiej rady narodowej.
Gromadę zniesiono 1 stycznia 1962, a jej obszar włączono do gromady Grodzisk Wielkopolski w tymże powiecie.